# Calcochloris tytonis
Calcochloris tytonis é uma espécie de mamífero da família Chrysochloridae. É endêmica da Somália, onde é registrada apenas da localização-tipo: Giohar (= Villaggio Duca degli Abruzzi), sul da Somália. É conhecida por restos encontrados num pellet parcial de coruja.